# 损坏

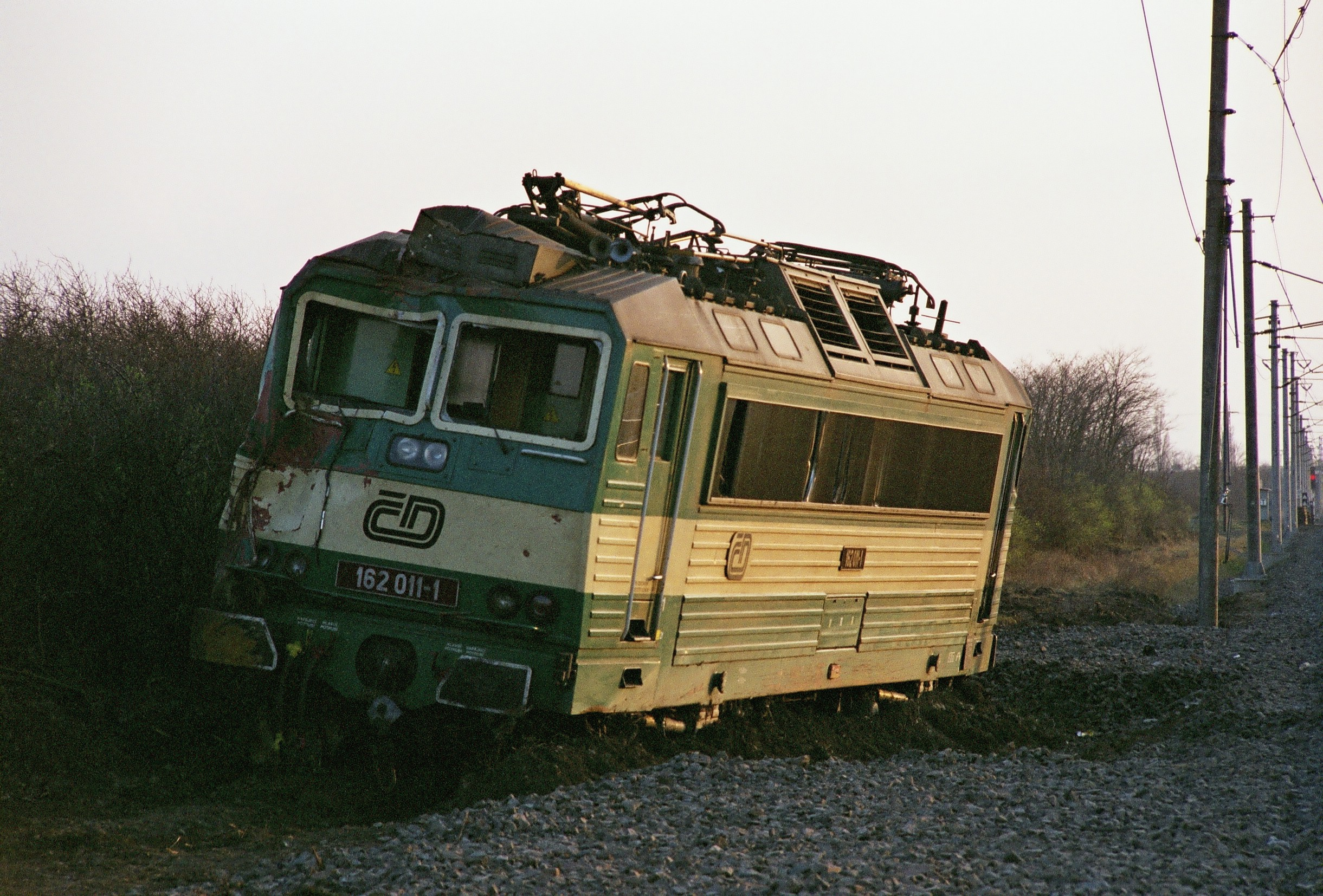
受交通事故损坏的梅尔尼克县电力机车

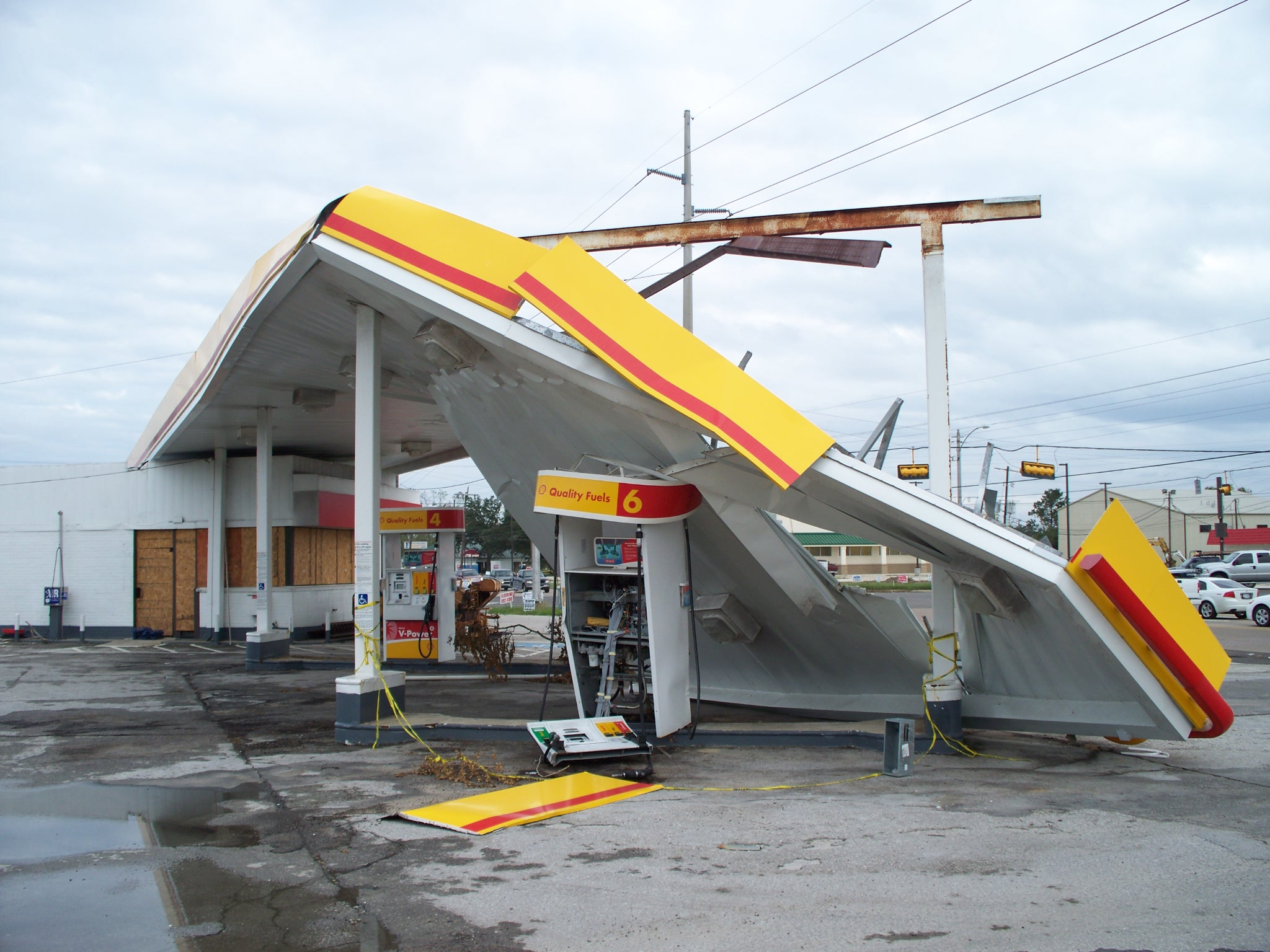
受飓风损坏的德克萨斯州加油站

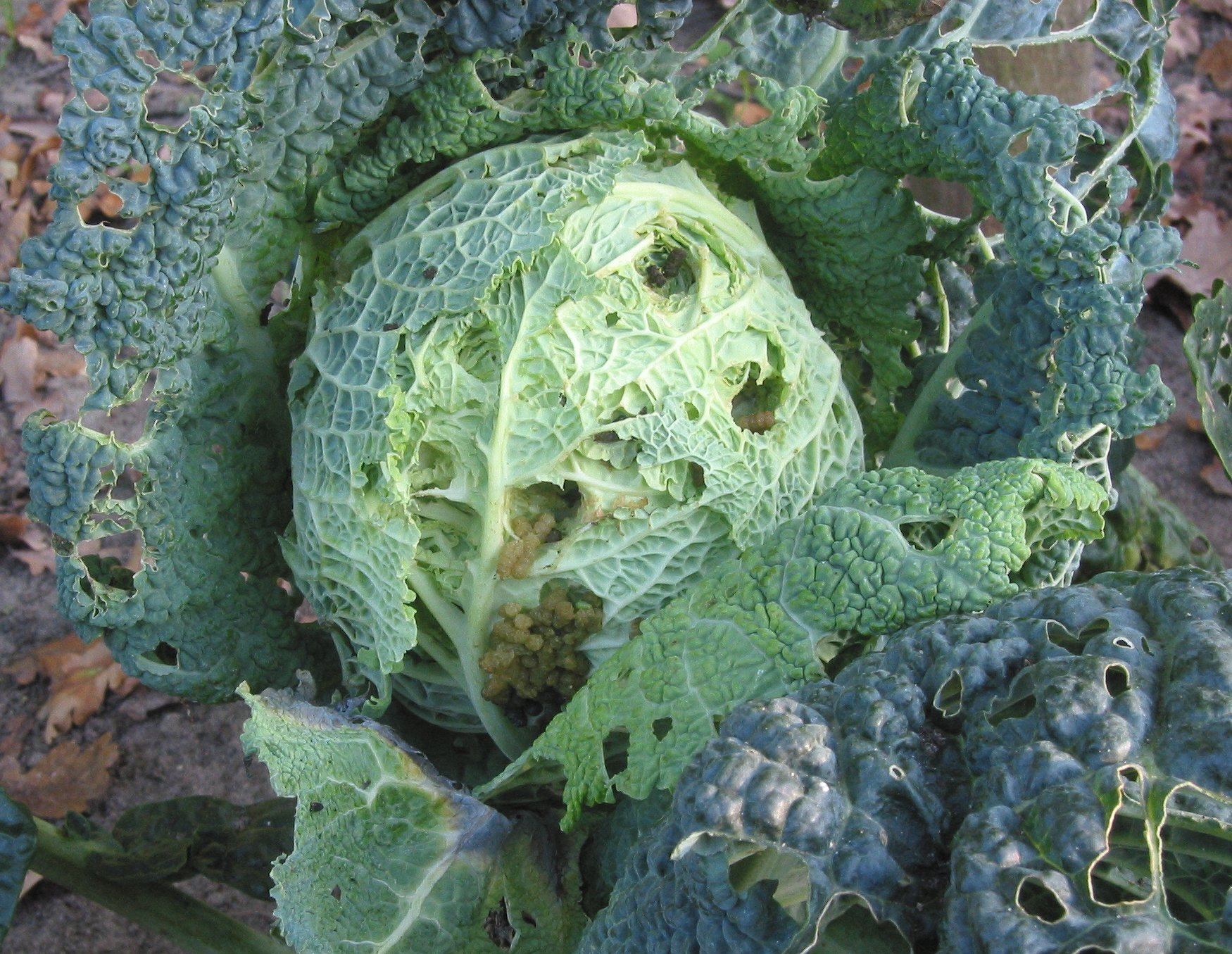
受昆虫损坏的卷心菜叶

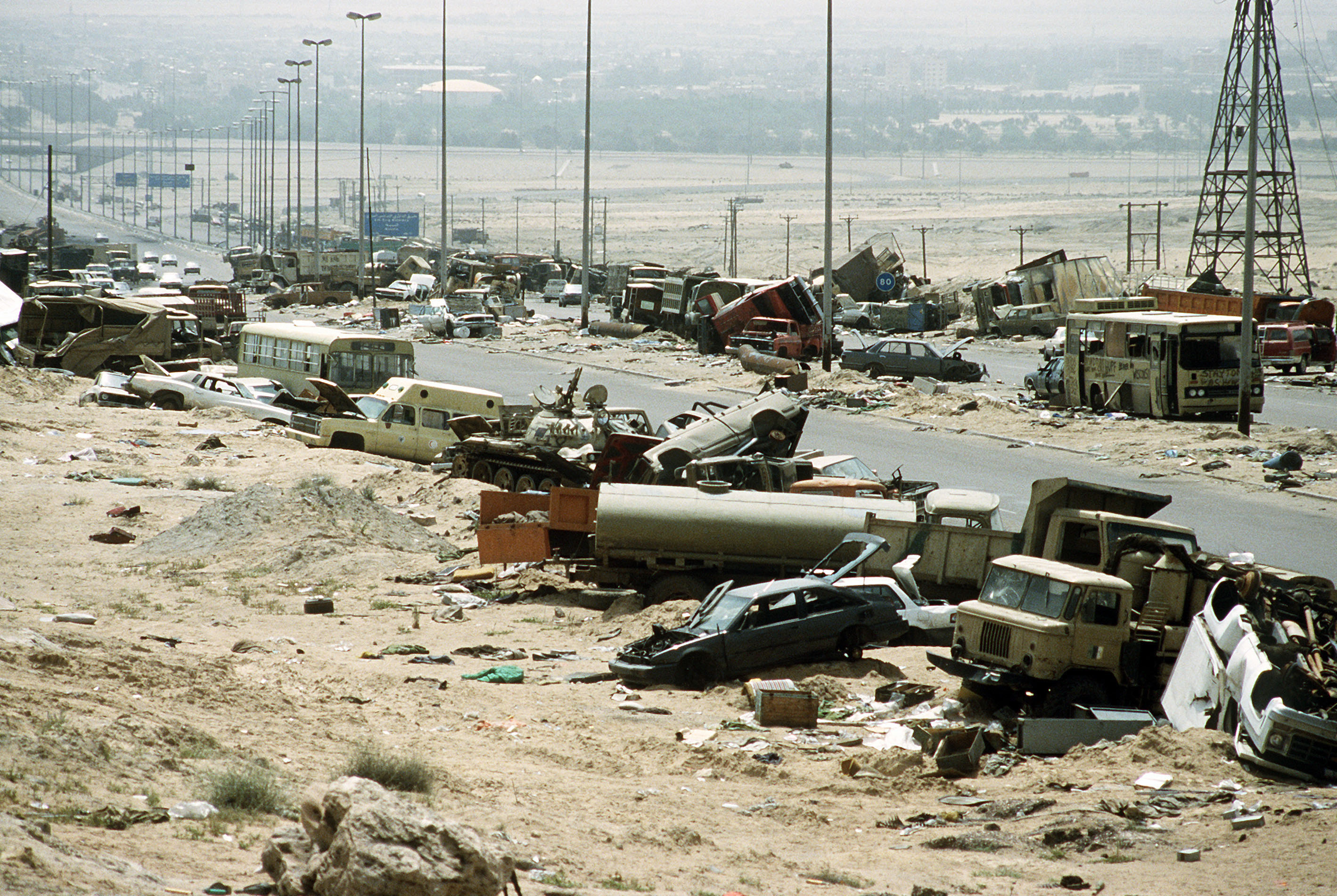
海湾战争军事行动对当地造成的损坏

损坏指使物体失去原来使用效能的过程。:1255.对物理对象的损坏是“它们破裂的渐进物理过程”:1.，这包括会削弱结构的机械应力，无论应力对结构的削弱是否明显。:ix.

## 物理损坏
所有物理损坏都始于原子层面，并伴随着化学键的移动或断裂，因此任何物体物理损坏的速度在很大程度上取决于受力材料中化学键的弹性。即使化学键没有完全断裂，只是发生位移而形成材料浓度和扩散的不稳定区域，这些区域也更容易在后续发生断裂，从而造成损坏。:1.外力对材料的影响取决于材料的相对弹性和塑性；如果材料倾向于弹性，那么其质地的变化是可逆的，能够从潜在的损伤中恢复过来。然而，如果材料倾向于塑性，那么这种变化就是永久性的，每一次这样的变化都会增加材料出现裂纹或缺陷的可能性。:2–3.
尽管所有原子层面的损伤都表现为化学键断裂，但宏观层面上损伤的表现形式则取决于材料，可能包括断裂和变形，以及一些不可见的结构弱化。:4.

### 物体受损
当部分物体损坏时，可能可以维护该物体，从而将其恢复到原始状态或者提升到新状态，使其得以正常功能。物体的损坏既可能出于故意，也可能出于偶然。作为降低物体意义的方式之一，故意损坏物体或建筑物的行为可能具有重大社会意义。被破坏的事物本身可能具有各种意义，但在它遭受故意损坏的情况下，该行为的直接动机将会在此物的意义中占据主导地位。

## 经济受损
各种商品和服务已经其供应所依赖的因素（例如物理对象/系统和无形特征）受到的损失计入其价格，尤其是保险成本这一部分中。